# Danny Wood
Daniel William Wood Jr. (ur. 14 maja 1969 w Bostonie) – jeden z pięciu członków grupy New Kids On The Block.

## Życiorys
Urodził się w Bostonie w Massachusetts jako syn Elizabeth A. “Betty” (z domu Lopes) i Daniela Wooda.
Był jednym z pierwszych jej założycieli, gdyż już od najmłodszych lat wraz ze szkolnym kolegą Donnie Wahlbergiem uczestniczył w różnych projektach wokalno-tanecznych.
W szkole wyróżniał się uczestnictwem w konkursach sportowych, zdobył ponad 20 trofeów na różnych zawodach, co zaowocowało późniejszym stypendium Boston University.
Jeszcze w szkole podstawowej założył zespół break dance: Rock Against Racism. Nieco później dołączył do zespołu Donniego Wahlberga The Kool Aid Bunch.
Danny znany był jako znakomity tancerz break dance, dlatego też podczas tras koncertowych NKOTB często prezentował na scenie swe umiejętności.
Po rozpadzie New Kids On The Block w 1994 wraz z Donniem wyprodukował pierwszy solowy album Joey McIntyre "Stay The Same" 1999, po czym zajął się własną karierą. Jego pierwszy album został bardzo ciepło przyjęty przez fanów, którzy domagali się trasy koncertowej, wytwórnia jednak nie była tym zainteresowana. Jako D-Fuse Danny zajął się produkcją muzyki klubowej.
Od kilku lat mieszka na Florydzie.
Po tym jak na raka zmarła jego matka, Danny często bierze udział w wielu akcjach promujących rozwój badań nad rakiem jak również pomaga przy zbieraniu funduszy na badania.
7 grudnia 1997 ożenił się z Patricią Patty Alfaro, z którą ma dwie córki - Vega i Chance oraz syna Daniela Jr. 10 marca 2006 rozwiódł się.

## Dyskografia

### Albumy
- D-Fuse: Room Full of Smoke (1999)
- D-Wood: Room Full of Smoke, Vol. 2 (2003)
- Second Face (2003)
- O.F.D: Originally from Dorchester (2003)
- Coming Home (2008)
- Stronger: Remember Betty (2009)
- Look at Me (2016)

### Single
- "What If" (2003)
- "When the Lights Go Out" (2003)
- "Different Worlds" (2003)
- "Look at Me" (2015)
- "Endlessly (Betty's Wish)" (2015)